# Francois-Joseph Servois
François-Joseph Servois (19 de julio de 1767 - 17 de abril de 1847) fue un sacerdote, oficial militar y matemático francés. Su contribución más notable se produjo en su publicación de Essai sur un nouveau mode d'exposition des principes du calcul différentiel (Ensayo sobre un sistema de exposición de los principios del cálculo diferencial) en 1814, donde introdujo por primera vez los términos matemáticos conmutativo y distributivo.

## Biografía
Servois nació en 1767 en Mont-de-Laval, Francia. Era hijo de Jacques-Ignace Servois, un comerciante local, y de Jeanne-Marie Jolliet. No se sabe mucho sobre su infancia, excepto que tenía al menos un hermano, y una hermana con la que finalmente se iría a vivir después de su retiro. Asistió a varias escuelas religiosas en Mont-de-Laval y Besançon con la intención de convertirse en sacerdote. Fue ordenado en Besançon poco antes del inicio de la Revolución Francesa. Sin embargo, su ejercicio como sacerdote fue corto. A medida que las tensiones en Francia, antes de la Revolución Francesa, comenzaron a intensificarse, dejó el sacerdocio para unirse al Ejército francés en 1793. Ingresó oficialmente en la École d'Artillerie (Escuela de Artillería) en Châlons-sur-Marne en 1794, y fue comisionado como Segundo Teniente en el Primer Regimiento de Artillería de a Pie ese mismo año. Durante su estancia en el ejército, Servois participó activamente en muchas batallas, incluido el cruce del Rin, la batalla de Neuwied y la batalla de París.
Durante su tiempo libre en el ejército comenzó a dedicarse seriamente al estudio de las matemáticas. Sufrió de mala salud durante sus años como oficial y esto lo llevó a solicitar una posición militar no activa como profesor de matemáticas. Ganó la atención de Adrien-Marie Legendre con parte de su trabajo, y a través de la recomendación de Legendre, se le asignó su primer puesto académico, como profesor en la École d'Artillerie de Besançon en 1801. Continuaría su labor docente en varias escuelas de artillería a través de Francia, incluidas las de Châlons-sur-Marne, Metz y La Fère.

## Trabajo en matemáticas
Al igual que muchos de sus colegas que enseñaron en las escuelas militares de Francia, Servois siguió de cerca los desarrollos en matemáticas y trató de hacer contribuciones originales al tema. A través de su experiencia en el ejército, su primera publicación, Solutions peu connues of différents problèmes de géométrie pratique (Soluciones poco conocidas a varios problemas de geometría práctica), concibió nociones de geometría moderna y las aplicó acertadamente a problemas prácticos. El destacado y reconocido matemático francés, Jean-Victor Poncelet, lo consideró como:

"Un trabajo verdaderamente original, notable por presentar las primeras aplicaciones de la teoría de los transversales a la geometría del delineante o del topógrafo, revelando así lo fructífero y lo útil de esta teoría" 

Servois presentó varias memorias a la Academia de Ciencias por entonces, incluida una sobre los principios del cálculo diferencial y el desarrollo de funciones en serie. Además, publicaría artículos en los Annales de mathématiques pures et appliquées, donde su amigo Joseph Diaz Gergonne era el editor. En esta revista comenzó a formalizar sus ideas sobre los fundamentos del cálculo. Como discípulo de Joseph-Louis Lagrange, creía firmemente que la estructura del cálculo debería basarse en series de potencias, en lugar de límites o infinitesimales.

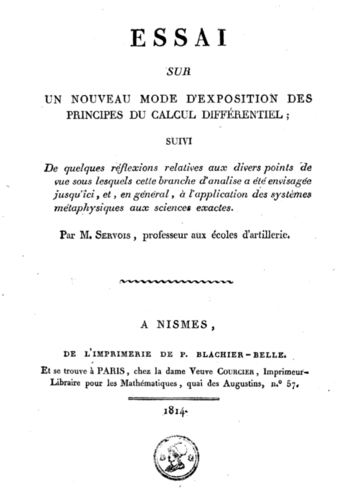
Portada del Essai de Servois (1814)

A finales de 1814, consolidó sus ideas sobre una formalización algebraica del cálculo en su obra más célebre, Essai sur un nouveau mode d'exposition des principes du calcul différential (Ensayo sobre un nuevo método de exposición de los principios del cálculo diferencial). Fue en este artículo, al considerar ecuaciones funcionales abstractas de cálculo diferencial, donde propuso los términos "conmutativo" y "distributivo" para describir las propiedades de las funciones.
Su Essai de 1814 se publicó mucho antes de las definiciones modernas de funciones, identidades e inversos, por lo que en su artículo, intentó formalizar estas ideas definiendo su comportamiento. En muchas ocasiones, a lo largo del documento, analiza las operaciones en las funciones, no solo para describir funciones ordinarias de una variable independiente, sino también para describir operadores, como los operadores diferenciales y las derivadas. Es aquí donde vemos por primera vez una definición formal de la propiedad distributiva. Servois realizó la siguiente afirmación:
Sea  {\displaystyle \phi (x+y+...)=\phi (x)+\phi (y)+...}

"Funciones que, como {\displaystyle \phi }, son tales que la función de la suma (algebraica) de cualquier número de cantidades es igual a la suma de la misma función de cada una de estas cantidades, se llama distributiva".

Continúa describiendo la función conmutativa de la siguiente manera:
Sea f{\displaystyle fz}={\displaystyle f}f{\displaystyle z}

"Funciones, que como f y {\displaystyle f}, son tales que dan resultados idénticos, sin importar en qué orden se apliquen, se llaman conmutativas entre sí".

## Retiro y reconocimiento
Servois continuó publicando dos artículos más en los Annales des mathématiques pures et appliquées, pero fueron mucho menos influyentes que sus artículos anteriores. Fue asignado a su puesto final como conservador del Museo de Artillería de París en 1817, donde permaneció hasta 1827. Durante este periodo, fue nombrado en 1822 Caballero de Saint-Louis por su servicio distinguido al ejército.
Después de su retiro, regresó a su ciudad natal de Mont-de-Laval y residió con su hermana y sus dos sobrinas hasta su muerte en 1847, a la edad de 79 años.